# Mendota (Illinois)
Mendota é uma cidade localizada no estado americano de Illinois, no Condado de La Salle.

## Demografia
Segundo o censo americano de 2000, a sua população era de 7272 habitantes.
Em 2006, foi estimada uma população de 7072, um decréscimo de 200 (-2.8%).

## Geografia
De acordo com o United States Census Bureau tem uma área de
10,0 km², dos quais 9,8 km² cobertos por terra e 0,2 km² cobertos por água.

## Localidades na vizinhança
O diagrama seguinte representa as localidades num raio de 16 km ao redor de Mendota.